# Cartonema
Cartonema, biljnio rod iz porodice puzavaca u kojoj čini posebnu potporodicu Cartonematoideae. Postoji 7 vrsta na Novoj Gvineji i Australiji
Rod je prvi puta opisan u Prodr. Fl. Nov. Holland.: 271 (1810).

## Opis
Cartonema je rod višegodišnjih ili jednogodišnjih cvjetnica ograničen na Australiju i obližnji otok Trangan, koji je dio Indonezije. To je najraniji divergentni član svoje obitelji i ima brojne osobine koje su jedinstvene unutar njega, kao što su nesukulentni listovi i nedostatak rafida (poseban oblik kalcijevog oksalata). Njegove karakteristične značajke dovele su do toga da se rod nekoć smatrao dijelom svoje zasebne porodice, Cartonemataceae. Međutim, analiza sekvenci DNK, kao i mnogih uobičajenih anatomskih karakteristika, poduprla je njegovu vezu s Commelinaceae. Sadrži 7 vrsta.

## Vrste
1. Cartonema baileyi F.M.Bailey
2. Cartonema brachyantherum Benth.
3. Cartonema parviflorum Hassk.
4. Cartonema philydroides F.Muell.
5. Cartonema spicatum R.Br.
6. Cartonema tenue Caruel
7. Cartonema trigonospermum C.B.Clarke

## Sinonimi
Nema.